# Atylostoma towadensis
Atylostoma towadensis är en tvåvingeart som först beskrevs av Matsumura 1916.  Atylostoma towadensis ingår i släktet Atylostoma och familjen parasitflugor. Inga underarter finns listade i Catalogue of Life.